# Длиннокрылый лунь
Длиннокрылый лунь (лат. Circus buffoni) — хищная птица семейства ястребиных, обитающая в Южной Америке. Видовое латинское название дано в честь французского натуралиста Жорж-Луи Леклерк де Бюффона (1707—1788).
Встречается в таких странах, как Аргентина, Боливия, Бразилия, Гайана, Колумбия, Парагвай, Перу, Суринам, Тринидад и Тобаго, Уругвай, Чили, а также во Французской Гвиане. Известны встречи на Фолклендских островах и в Панаме. Населяет открытые пространства — сухие саванны, пастбища, заливные луга, болота, лесные вырубки. Этот вид считается находящимся под наименьшей угрозой (Least Concern), но, несмотря на это, популяция длиннокрылого луня сокращается — это может быть связано с осушением и загрязнением водно-болотных угодий, где обитает эта птица.

## Описание
У самца верх в основном чёрный, хвост серый, маховые перья серые с широкими чёрными полосами. На лицевом диске белые отметины. У светлой формы живот белый, тогда как у тёмной нижняя часть тела полностью чёрная. Самки окрашены сходно, но большая часть чёрного у них заменена коричневым.

## Поведение
Охотится, низко летая над травой и резко пикируя вниз, чтобы схватить добычу. Питается млекопитающими, птицами, рептилиями и амфибиями. Как и все луни, гнездится на земле в траве.